# Heterofenomonologia
Heterofenomenologia ("fenomenologia do outro, não de si mesmo") é um termo cunhado por Daniel Dennett para descrever uma abordagem fenomenológica que trata o estudo da consciência através de uma perspectiva em terceira pessoa. Neste tratamento, o investigador procura determinar o estado mental de um indivíduo através da aplicação do método científico, combinando todas as evidências empíricas disponíveis com os auto-relatos da própria pessoa estudada sobre sua experiência como ser consciente. O objetivo é descobrir como um sujeito vê o mundo, sem tomar sua percepção dos próprios processos mentais como garantida.

## Visão geral
A heterofenomonologia pode ser contrastada à filosofia da mente de René Descartes, que Dennet chama de "fenomenologia do lobo solitário". Na perspectiva cartesiana, o sujeito é o único indivíduo com acesso aos próprios fenómenos mentais, e portanto os auto-relatos de suas experiências cognitivas são tomados como fonte inquestionável de informação sobre sua consciência.  A heterofenomonologia, entretanto, considera que os auto-relatos são inquestionáveis apenas no que diz respeito a como os processos mentais de um indivíduo aparentam ser para ele mesmo, não a como eles são de fato. Ou seja, esta é uma escola de pensamento que considera a possibilidade de uma pessoa estar enganada a respeito da forma como sua própria mente funciona.A heterofenomonologia não dispensa totalmente a perspectiva em primeira pessoa da filosofia cartesiana. Ao invés disso, ela cruza os relatos - em primeira pessoa - do sujeito com as evidências empíricas - coletadas em terceira pessoa pelo investigador. Isso permite a comparação intersubjetiva das teses heterofenomenológicas, e sua apresentação como fonte de evidências científicas.
Este método requer que um pesquisador escute, cuidadosamente, os relatos dos objetos de estudo, mas que também olhe para todas as outras fontes de informação disponíveis a ele, como respostas fisiológicas, evidências relevantes de estudos neurológicos e psicológicos, e qualquer outra fonte de dados científicos que o ajude a interpretar o auto-relato da pessoa estudada.
Dennett destaca que este método é, na verdade, a forma normal através da qual cientistas sérios estudam aspectos da mente. Ele escreve: "Heterofenomenologia não é nada novo; é nada mais do o que já tem sido usado por psiquiatras, psicólogos cognitivos, neuropsicólogos, e qualquer outra pessoa com pretensões de estudar consciência humana de forma séria e científica". 
O papel-chave da heterofenomenologia de Dennett na filosofia da consciência é o de delimitar tudo o que pode ou precisa ser conhecido sobre a mente. Para qualquer pergunta fenomenológica "por que eu tenho uma experiência X", há um correspondente heterofenomenológico que pergunta "por que o sujeito diz 'eu tenho a experiencia X'". Para citar Dennett, "O conjunto total de detalhes da heterofenomenologia, mais de todos os dados que podemos reunir sobre eventos simultâneos nos cérebros dos indivíduos e do ambiente circundante, compõem conjunto total de dados para uma teoria da consciência humana. Ele não deixa de fora nenhum fenómeno objetivo e nenhum fenómeno subjetivo da consciência."